# Phortica foliacea
Phortica foliacea är en tvåvingeart som först beskrevs av Tsacas och Toyohi Okada 1983.  Phortica foliacea ingår i släktet Phortica och familjen daggflugor.
Artens utbredningsområde är Taiwan. Inga underarter finns listade i Catalogue of Life.